# Richetia
Genre
Richetia est un genre de plantes de la famille des Dipterocarpaceae.

## Liste d'espèces
- Richetia acuminatissima (Symington) P.S.Ashton & J.Heck.
- Richetia alutacea (P.S.Ashton) P.S.Ashton & J.Heck.
- Richetia angustifolia (P.S.Ashton) P.S.Ashton & J.Heck.
- Richetia bakoensis (P.S.Ashton) P.S.Ashton & J.Heck.
- Richetia balanocarpoides (Symington) P.S.Ashton & J.Heck.
- Richetia blumutensis (Foxw.) P.S.Ashton & J.Heck.
- Richetia chaiana (P.S.Ashton) P.S.Ashton & J.Heck.
- Richetia collaris (Slooten) P.S.Ashton & J.Heck.
- Richetia conica (Slooten) P.S.Ashton & J.Heck.
- Richetia coriacea F.Heim
- Richetia cuspidata (P.S.Ashton) P.S.Ashton & J.Heck.
- Richetia faguetiana (F.Heim) P.S.Ashton & J.Heck.
- Richetia faguetioides (P.S.Ashton) P.S.Ashton & J.Heck.
- Richetia gibbosa (Brandis) P.S.Ashton & J.Heck.
- Richetia hopeifolia (F.Heim) P.S.Ashton & J.Heck.
- Richetia iliasii (P.S.Ashton) P.S.Ashton & J.Heck.
- Richetia induplicata (Slooten) P.S.Ashton & J.Heck.
- Richetia kuantanensis (P.S.Ashton) P.S.Ashton & J.Heck.
- Richetia kudatensis (G.H.S.Wood ex Meijer) P.S.Ashton & J.Heck.
- Richetia laxa (Slooten) P.S.Ashton & J.Heck.
- Richetia longiflora (Brandis) P.S.Ashton & J.Heck.
- Richetia longisperma (Roxb.) P.S.Ashton & J.Heck.
- Richetia macrobalanos (P.S.Ashton) P.S.Ashton & J.Heck.
- Richetia maxima (King) P.S.Ashton & J.Heck.
- Richetia mujongensis (P.S.Ashton) P.S.Ashton & J.Heck.
- Richetia multiflora (Burck) P.S.Ashton & J.Heck.
- Richetia obovoidea (Slooten) P.S.Ashton & J.Heck.
- Richetia patoiensis (P.S.Ashton) P.S.Ashton & J.Heck.
- Richetia peltata (Symington) P.S.Ashton & J.Heck.
- Richetia polyandra (P.S.Ashton) P.S.Ashton & J.Heck.
- Richetia subcylindrica (Slooten) P.S.Ashton & J.Heck.
- Richetia tenuiramulosa (P.S.Ashton) P.S.Ashton & J.Heck.
- Richetia xanthophylla (Symington) P.S.Ashton & J.Heck.